# قرية منجم الحمام (آيت ميمون)
قرية منجم الحمام هي إحدى مشيخات المملكة المغربية، تتبع جغرافيا لإقليم الخميسات وإداريًا لآيت ميمون. يقدر عدد سكانها بـ 1544 نسمة حسب الإحصاء الرسمي للسكان والسكنى لسنة 2004.